# 가수중학교
가수중학교(佳水中學校)는 경기도 오산시에 있는 공립 중학교이다.

## 학교 연혁
- 2025년 3월 1일 : 개교 예정